# Itza (taal)
Het Itza is een taal die behoort tot de Yucateekse tak van de familie der Mayatalen. Het werd gesproken door het Itza-volk in Belize en Guatemala. Tegenwoordig wordt de taal slechts door een klein aantal mensen gesproken in Guatemala. In 1986 telde het SIL nog maar 12 Itza-sprekers.
De officiële volkstelling van 2002 noemt echter een aantal van 1.094 Itza-sprekers. De taal wordt niet meer gesproken in Belize.
De Academie van Mayatalen van Guatemala (ALMG) ondersteunt het behoud van de taal door de vorming van taalpromotoren in onderwijsinstellingen die zijn gevestigd in de Itza-gemeenschappen.
Achi · Acateeks · Aguacateeks · Chalchiteeks · Chuj · Garifuna · Ch'orti' · Itza · Ixil · Jacalteeks · K'iche' · Kaqchikel · Lacandón · Mam · Mopan · Poqomam · Poqomchi' · Q'anjob'al · Q'eqchi' · Sacapulteeks · Sipakapense · Tectiteeks · Tz'utujil · Uspanteeks · Xinka